# Сугродівка
Сугродівка (рос. Сугродовка) — селище в Гордієвському районі Брянської області Російської Федерації.
Населення становить 1 особу. Входить до складу муніципального утворення Петровобудське сільське поселення.

## Історія
Розташоване на території української історичної землі Стародубщина.
Від 2005 року входить до складу муніципального утворення Петровобудське сільське поселення.

## Населення
| 2010 | 2013 |
| ---- | ---- |
| 2    | ↘1   |